# Michaël Zurita
 (mai 2025).
Motif : Où sont les sources centrées et indépendantes démontrant la notoriété de ce guitariste ?
- Archive Wikiwix
- Bing
- Cairn
- DuckDuckGo
- E. Universalis
- Gallica
- Google
- G. Books
- G. News
- G. Scholar
- Persée
- Qwant
- (zh) Baidu
- (ru) Yandex
- (wd) trouver des œuvres sur Wikidata

| 1. | Préciser le motif de la pose du bandeau. | Précisez le motif de la pose du bandeau en utilisant la syntaxe suivante : {{admissibilité à vérifier\|date=mai 2025\|motif=remplacez ce texte par le motif}}                       |
| 2. | Informer les utilisateurs concernés.     | Pensez à avertir le créateur de l'article, par exemple, en insérant le code ci-dessous sur sa page de discussion : {{subst:avertissement admissibilité à vérifier\|Michaël Zurita}} |

Michaël Zurita est un guitariste français, né le 30 juillet 1975 à Dijon, en Côte-d'Or, en France. Il a collaboré avec des artistes de rock/metal et de variété, sur scène et en studio. 
Renaud Hantson, présent sur la scène française depuis 1982, dit de lui qu'il est un « Steve Vai / Zakk Wylde made in France ».

## Biographie
Il a commencé la guitare électrique vers 10 ans, baigné dans la culture musicale familiale, notamment paternelle, faite de classiques du rock et de la pop. Puis il découvre les virtuoses de la guitare (Steve Vai, Joe Satriani, Yngwie Malmsteen...), dont il admire la technicité, « sans jamais oublier la musicalité, l'émotion, l'énergie » aime-t-il ajouter.
Il étudie la musicologie à Dijon de 1993 à 1995, et s'ouvre à d'autres styles, dont la musique classique, le Flamenco... Il est objecteur de conscience en tant que technicien son et lumière à l'Athénéum[source secondaire souhaitée], lieu culturel de l'université de Dijon de 1995 à 1997, puis arrive sur Paris en février 1997.
Il collabore à des arrangements de chansons avec et pour Ayin Aleph en 2005, fait des concerts avec Taï Phong (de 2003 à 2010), avec Gogol 1er (2002 à 2010), avec Snake Eye (2002 à 2004), avec ANYway (de 1995 à 1997 à Dijon) et Big Ben (de 2002 à 2010)[source secondaire souhaitée].
Il a enregistré en 2004 un album de guitares (électriques, folks, classiques) reprenant des thèmes classiques, et en 2006 avec Georges Blumenfeld aux studios Marcadet (Eddy Mitchell, Étienne Daho, Taï Phong, Big Ben...) un album de guitares folk reprenant les plus grands tubes des Beatles en versions instrumentales.
Dans les années 2010, il est le guitariste solo de Renaud Hantson, Satan Jokers, Furious Zoo, et Judas Feast[source secondaire souhaitée]. En 2012, il participe à l'album Zouille & Hantson, regroupant les deux chanteurs Renaud Hantson et Christian "Zouille" Augustin (chanteur du groupe Sortilège).
On peut[style à revoir] le voir, dans ses jours off, dans diverses petites formations de "clubs", tels Funny Birds, etc. et dans les cours de guitare qu'il donne dans les Centres d'animation de Paris, Louis Lumière (Paris 20e), Angèle Mercier (Paris 19e), pour l'association Groov en scène (Paris 19e), et pour la ville d'Ivry-sur-Seine au Tremplin/Le Hangar[source secondaire souhaitée].

## Discographie

### Michael Zurita

#### Album
- Michaël Beatles Guitar Licks: album 2006
- Michael classiques:album 2004

#### Singles
Divers singles instrumentaux enregistrés de 1995 à 2009 dont :
- "My doubts"
- "Fleuve de larmes"
- "Flamenco"
- "Bike show"
- "Riff & phil"
- "Pascal"
- "Souvenir d'une danse"
- "Fight against great odds"
- "Dream's picture"
- "Droit devant"
- "Lumière du jour"
- "Boogie I"
- "Décadence"
- "Etrange inconnue"
- "Le Yang"
- "Solitude"

### Collaborations

#### Albums
- Artless : 1990, 5 titres
- Ubris "Large view from the world" 1993
- Max Pucet : album 1994
- Max Pucet : album 2000
- Search (avec Louis XV ex adx):2001: 5 titres
- Roy Kar : Album 2001
- Gogol 1er  "Chansons Dangereuses" 2004
- Big Ben "Sur Invitation" 2008
- Fiona Gélin : Quelques titres 2008 & 2009
- Richard Sanderson : Album 2009
- Satan Jokers "sj 2009"
- Satan Jokers "Fetish X" 2009
- Furious Zoo (Furioso V) "A.O.R" 2010
- Satan Jokers "Addictions" 2011
- Furious Zoo (Furioso VI) "Wock'n'woll" 2012
- Satan Jokers "Psychiatric" 2013
- Furious Zoo "Back To Blues Rock” 2014
- Memory Of Silence "Hypnotic Silence" Titre "Strange Meditation" 2014
- Satan Jokers "Sex Opera" 2014
- Furious Zoo "Sex Stories And Adult Fairytales” 2016

#### Singles
- Khanh (Taï Phong) "Summer Night"
- Max et Barbara (artiste slovaque):1995 "More than my Soul"
- Satan Jokers "Laurent's Song"
- Larnak 'My Doobs"
- Mindwaves "Virtual Games"
- Olivier Simonin et Sebastien Thiebaut: "Juliette" "Sorrow le Poids de Haine", "The Long Day", "Bullet", "Heartland", "Let Me Down"